# 스타로두프

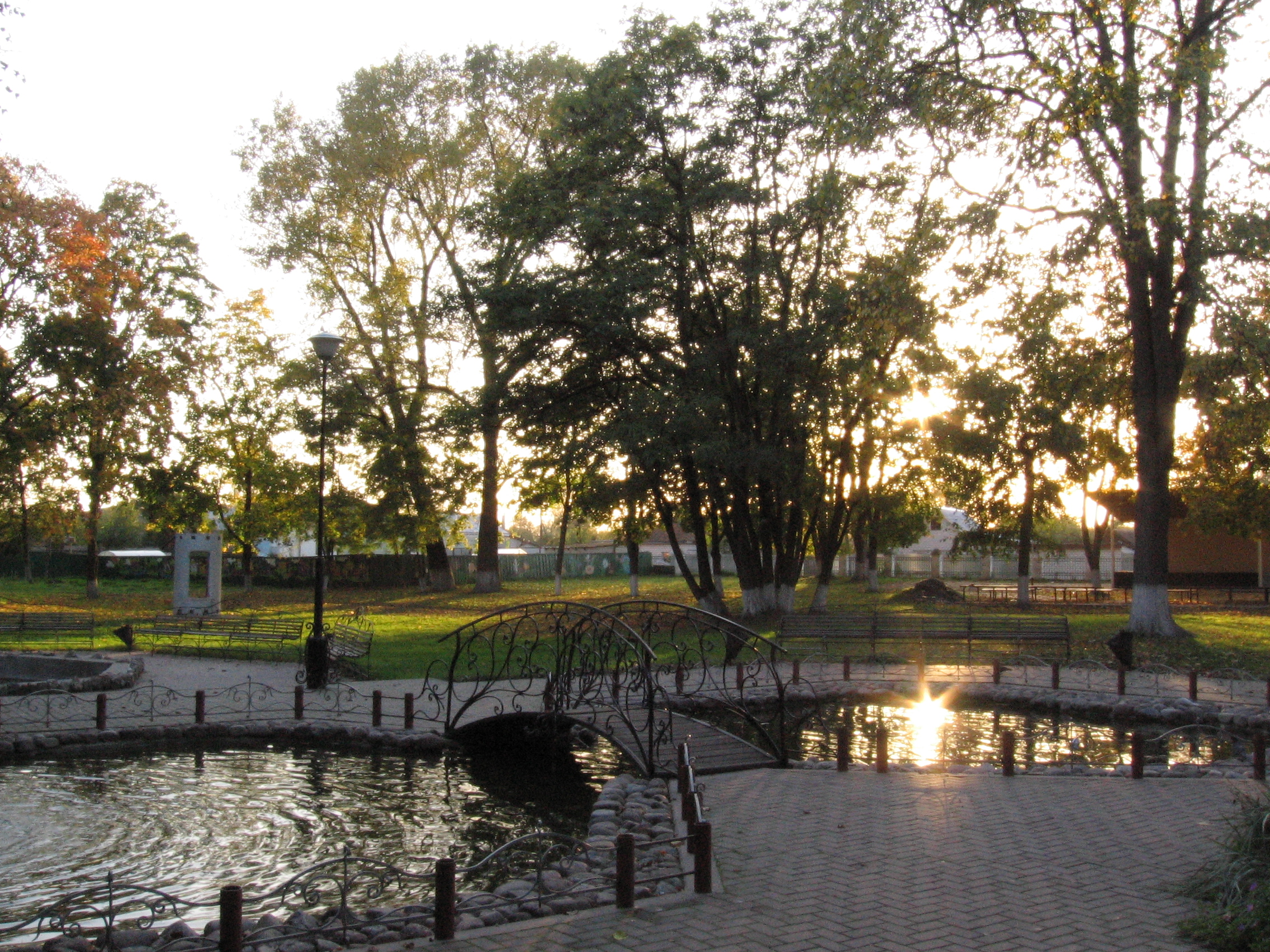

스타로두프(러시아어: Староду́б, 의미는 오래된 참나무)는 러시아 브랸스크주에 위치한 도시이다. 스타로두프는 바비네츠강(드니프로강의 지류)에 면해 있고 브랸스크에서 남서쪽으로 169 km 떨어져 있다. 인구는 1만 8,643명(2002년); 1만 6,000명(1975년)이다.

## 역사
스타로두프는 11세기알려져 있었고, 세베르니야의 일부였다. 스타로두프는 13세기에 몽골군이 쳐들어온 이후부터는 이곳이 잿더미로 변해 버렸다. 14세기에는 리투아니아 대공국의 영토로 들어갔고, 나중에는 폴란드령으로 편입되었다. 1503년~1618년에, 스타로두프는 모스크바 대공국의 영토로 편입되었고 1648년까지는 폴란드의 영토였다. 흐멜니츠키 봉기가 시작되었을 때에는, 1781년까지는 카자크 수장국의 자치 지역이 되었다. 1796년에 스타로두프는 체르니고프현에 편입되었다. 1917년~1918년까지는 독일인들에 의해 이곳이 점령되었다. 1918년 11월에 소비에트 연방이 이곳을 다시 차지했다. 스타로두프는 고멜주(1919년~1926년)의 영토로 들어갔다가, 브랸스크주(1926년~1929년), 서부주(1929년~1938년)와 오룔주(1938년~1945년)의 영토로 들어갔다. 1941년 8월과 1943년 9월 22일 사이에 독일군이 이곳을 점령했으나 주민들은 저항했다. 제2차 세계 대전뒤에는 1945년에 스타로두프는 마침내 브랸스크 주의 도시로 편입되었다.